# John Rogers Commons
John R. Commons (13. října 1862 – 11. května 1945) byl americký ekonom, představitel tzv. staré institucionální školy. Po Thorsteinu Veblenovi je považován za jednoho z jejích hlavních zakladatelů. Usiloval o to, aby „institucionalismus“ nahradil v ekonomii mainstreamový „psychologismus“.
Zasadil se o inkorporaci práva do ekonomické vědy. Ve svém díle také poprvé pracuje s pojmy důležitými pro budoucí vývoj tohoto směru ekonomického myšlení, např. transakce (viz transakční náklady) nebo working rules, tzv. pravidla hry.

## Dílo
- The Distribution of Wealth, 1893
- Legal Foundations of Capitalism, 1926
- Institutional Economics, 1934